# Брадзот
Брадзот е наименованието на болест, засягаща овцете, причинявана от бактерията Clostridium septicum.
Най-често са засегнати младите овце. Заболяването има две форми: остра и свръхостра. Острата форма се характеризира с отпадналост, висока температура, изтичане на пяна и понякога кръв от устата и ноздрите, оток в областта на главата. Смърт настъпва след 12 – 24 часа. При свръхострата форма настъпва внезапна смърт.
Бактерията причинител всъщност е нормална част от чревната микробиота на тревопасните. Болестта се развива, когато устойчивостта на животните бъде понижена вследствие на консумиране на заскрежен фураж, простудяване при рязка промяна на температурата – често след остригване, и други.
Съществуват ваксини срещу брадзот.